# Kiptjakker
Kiptjakker (også kaldet polovtsere, tyrkisk: Kypchak, kasakhisk: Қыпшақ, russisk: Половцы Polovtsy, arabisk: القفجاق, bysantinsk: Kuman eller Cuman)) var en tyrkisk stamme i middelalderen, der udvandrede fra området omkring floden Irtysj og rejste vestpå. De bosatte sig på store dele af den Pontisk-kaspiske slette fra Aralsøen og til Sortehavets nordlige kyst. I 1000-talet grundlagde de et rige beliggende i det, der i dag er det sydvestlige Rusland og det sydlige Ukraine, hvorfra de invaderede Moldavien, Valakiet og dele af Transsylvanien.

## Historie
Nogle af de kiptjakiske stammer kom sandsynligvis fra områder ved grænsen til Kina, og efter de i 800-tallet havde migreret til det område, der senere blev til Sibir-khanatet, migrerede de videre til Trans-Volgaregionen (i dag det vestlige Kasakhstan).
De boede i jurter over et enormt vidstrakt territorium på den Pontisk-kaspiske slette. Området strakte sig fra områderne nord for Aralsøen vestover til sletterne nord for Sortehavet (i dag i Ukraine og det sydlige Rusland). Kiptjakkene grundlagde en nomadisk stat, (Desht-i Qipchaq). De invaderede i 1000-tallet områderne, der i dag udgøres af Moldova, Valakiet og dele af Transylvanien, hvorfra de foretog plyndringstogt mod Det Byzantinske Rige og Kongedømmet Ungarn. Den vestlige gruppe af kiptjakkerne blev kaldt kumanere og i Rusland og Ukraine polovtsere.
Kumanerne kom i konflikt med Kijevriget, da de indtog steppeområderne nord for Sortehavet, og derved lagde beslag på vigtig landbrugsjord, ligesom de hindrede Kijev i at få adgang til de lukrative handelsruter til Sortehavet, der gav adgang til handel med Det Byzantinske Rige. Yderligere foretog kiptjakkerne jævnligt plyndringstogter ind i Kijevrigets sydlige dele. Konflikten mellem Kijevriget og Kiptjakkerne er beskrevet i Igorkvadet.
Kiptjakkerne blev i 1089 besejret af Kong Ladislaus 1. af Ungarn og igen i 1100-tallet af den russiske fyrste Vladimir Monomach og til sidst af mongolerne i 1241, hvorefter deres territorium blev overtaget af Den Gyldne Horde. Efter nederlaget til mongolerne blev stammerne spredt. En del blev tilfangetaget og solgt som slaver, bl.a. de såkaldte mamelukker, og en del slog sig ned uden for mongolernes rige i Ungarn og på Balkan, og andre blev lejesoldater for korsfarerne og i den byzantinske hær.

## Sprog og kultur
Kiptsjakene talte et tyrkisk sprog. Sproget kendes i dag gennem skriftet Codex Cumanicus ('kumanernes sprog'), en slags ordbog fra slutningen af 1200-tallet med ord på kiptjakisk og latin. Tilstedeværelsen av tyrkisktalende mamelukker i Egypten stimulerede også udarbejdelse af kiptjakisk-arabiske ordbøger og grammatikker, hvilket har været af stor betydning for studiet af flere gamle tyrkiske sprog.
Kiptjakkene konverterede til kristendommen i 1000-tallet, efter opfordring fra georgierne, som de var allierede med i kampen mod muslimene. Et stort antal blev døbt efter ønske fra den georgiske kong David 4., som havde giftet sig med en datter af kiptjak-khanen Otrok. Fra 1120 eksisterede en national kiptjakisk kristen kirke og et fremtrædende præsteskab. Men i løbet af 1100- og 1200-tallet overtog islam gradvist som kiptsjakenes religion.

## Nyere tid
Nogle af kiptjakkenes efterkommere er i dag kendt som sibiriske tatarer, nogajere, basjkirere, kasakhere, kirgisere, tatarer (delvis), krimtatarer (delvis), karatsjajer (delvis), krymtsjakere, karaimere (delvis) og kumykere (delvis).
Kiptsjakene er til en vis grad blevet assimileret i nutidens kasakhiske og kirgisiske befolkninger.